# Biosynex
Biosynex est une société spécialisée dans le diagnostic in vitro située dans l'Eurométropole de Strasbourg en France.
L’activité de la société s’organise autour de 5 pôles :
- fabrication de tests de diagnostic pour compte propre
- vente de tests de diagnostics achetés à d’autres industriels en produits semi-finis
- prestations de recherche et de développement pour compte de tiers
- vente de licences
- vente de réactifs biologiques

Fin 2010, le groupe dispose d’un site de production implanté en France.
C'est une société cotée sous la référence ALBIO FR0011005933.

## Historique
En 24 janvier 2019, un bloc de 1 400 000 titres de la société  représentant 15,32% du capital du Groupe a été acquis par certains managers et salariés ainsi que par la société elle-même dans le cadre du programme de rachat.
En février 2021, l'entreprise annonce la création d'une ligne de production de tests antigéniques pour la Maladie à coronavirus 2019 sur son site de Strasbourg. L'investissement est de 4 millions d'euros, l'objectif annoncé par Biosynex est de produire 1,5 million de tests par mois. L'entreprise internalise et rapatrie ainsi une production jusqu'alors sous-traitée en Chine. Cet investissement fait également suite à l'importante croissance de son chiffre d'affaires sur ce secteur, qui a bondi de 35 millions d'euros en 2019 à 154 millions en 2020. Biosynex a également dû embaucher et emploie aujourd'hui 200 personnes
Au premier semestre 2021 Biosynex a réalisé un chiffre d'affaires de 225 millions d'euros soit cinq fois le chiffre d'affaires du premier semestre 2020. cette croissance exceptionnelle est portée par le test antigénique Covid-19 soit dans la version professionnelle soit dans la version « autotest » autorisée par dérogation dans plusieurs pays européen.
Le 8 avril 2021, Biosynex annonce qu'il offre d'acquérir 100% des titres d'Avalun, une start-up qui produit un automate de diagnostic in vitro portable et connecté. Cet appareil portable, dénommé LabPad, « permet non seulement la réalisation de tests immunologiques mais aussi la réalisation de tests de coagulation, ce qui en fait l'une des plateformes de biologie portable disposant du plus large champ d'application ». Il sert en effet au suivi de patients sous traitement anticoagulant par anti-vitamine K et à la détection antigénique automatisée de la Covid-19. D'autres types de tests sont en cours de développement.